# دان شنايدر
دان شنايدر (من مواليد 14 يناير 1966)  هو ممثل وكاتب ومخرج ومنتج تلفزيوني أمريكي. ظهر شنايدر في أدوار ثانوية في عدد من الأفلام والعروض التلفزيونية في ثمانينيات وتسعينيات القرن العشرين، وكرس نفسه بعدها للعمل في الإنتاج خلف الكواليس. وهو الرئيس المشارك لشركة الإنتاج التلفزيوني Schneider's Bakery. ومن بين البرامج التي أنتجها أو شارك في إنتاجها: «أول ذات»، «برنامج أماندا»، «وات آي لايك أباوت يو»، «دريك آند جوش»، «زوي 101»، «آي كارلي»، «فيكتوريوس»، «سام أند كات»، «هنري البطل»، «مبتكري الألعاب»، «مغامرات طفل خطر».

## بدايات حياته
ولد شنايدر وترعرع في ممفيس، تينيسي وأبواه هما هاري وكارول شنايدر (كلاهما متوفيان). التحق بجامعة هارفارد لفصل دراسي واحد. عاد إلى ممفيس وعمل في مجال إصلاح أجهزة الكمبيوتر. انتقل بعد فترة وجيزة إلى لوس أنجلوس ليمتهن التمثيل ثم كتابة السيناريو.

## المسيرة

### التمثيل
ظهر شنايدر في العديد من الأفلام في الثمانينات بما في ذلك Making the Grade، Better Off Dead، The Big Picture، Happy Together، Hot Resort (1985).
في عام 1986، لعب شنايدر دور دينيس بلوندن في المسلسل الكوميدي Head of the Class على قناة إيه بي سي. استمر المسلسل لخمسة مواسم من عام 1986 إلى عام 1991. وفي عام 1993، لعب شنايدر دور البطولة في مسلسل Home Free، وفي عام 1994، لعب دور شون إيكهارت في فيلم Tonya & Nancy: The Inside Story، أحد فيلمين أنتجها للتلفزيون حول فضيحة تونيا هاردينج ونانسي كيريغان.
يظهر شنايدر بشكل شرفي في المسلسلات التلفزيونية التي أنتجها وشارك في إنتاجها. كما قدم شنايدر صوته أيضًا في العديد من المشاريع.

### الكتابة والإنتاج (1993 إلى الحاضر)

#### المسلسلات التلفزيونية
في عام 1988، شارك شنايدر في حفل توزيع جوائز اختيار الأطفال السنوي الثاني لنيكلوديون، حيث التقى ألبي هيكت، وهو مسؤول تنفيذي في نيكلوديون. في عام 1993، كان هيكت قد أصبح رئيس الإنتاج في الشبكة، ووظف شنايدر للعمل على عرض كوميدي جديد للأطفال يدعى All That. تمت كتابة الحلقة التجريبية، وعمل شنايدر كمنتج تنفيذي وكاتب في البرنامج. انسحب شنايدر من المسلسل بعد المواسم الأربعة الأولى ليعمل على «برنامج أماندا». سرعان ما انخفضت تقييمات البرنامج السابق وتم إلغاؤه في موسم 2000-2001. طلبت نيكولوديون من شنايدر العودة في عام 2001 وإعادة الحياة للمسلسل. وافق شنايدر على ذلك، وعاد المسلسل إلى نيكلوديون في عام 2002. واستمر لأربعة مواسم أخرى حتى عام 2005 ووصل في نهايته إلى الموسم العاشر.
من عام 1996 إلى 1997، كان شنايدر منتجًا تنفيذيًا وكاتبًا لمسلسل «كينان وكيل». كان شنايدر ضيفًا في إحدى الحلقات وكان منتجًا تنفيذيًا خلال الموسمين الأولين. واصل العمل كمستشار لما تبقى من المسلسل. في عام 1998، بدأ شنايدر مسيرته كصانع برامج مع مسلسل Guys Like Us. كان هذا المسلسل أحد مسلسلين فقط من مسلسلات شنايدر تم إنتاجه لتلفزيون غير نيكلوديون. تم إلغاء العرض بعد موسمه الأول بسبب انخفاض المشاهدة وضعف التقييمات.
البرنامجان التاليان اللذان أنتجهما شنايدر كانا من بطولة أماندا باينز التي عملت معه سابقا في All That. أولهما كان «برنامج أماندا» الذي استمر من 1999 حتى 2002 على نيكلوديون وكان متفرعا من «أول ذات». غالبًا ما ظهر شنايدر نفسه في المسلسل كرجل مسن دائما ما يقع ضحية المقالب الهاتفية. شارك شنايدر في إنتاج What I Like About You مع الكاتب والمنتج ويل كالهون (الذي عمل سابقا في مسلسل أصدقاء). تم عرضه لأول مرة في عام 2002 على The WB واستمر حتى عام 2006. كان شنايدر منتجًا تنفيذيًا خلال الموسمين السابقين للمعرض.
عاد شنايدر إلى نيكلوديون في عام 2004 مع مسلسل دريك آند جوش. من بطولة دريك بيل وجوش بيك، واللذان كانا ممثلين في «برنامج أماندا»، وميراندا كوسجروف، التي مثلت دور البطولة لاحقاً في مسلسل آخر لشنايدر هو آي كارلي. كما أنتج بالتزامن بينهما مسلسلا آخر هو «زوي 101» من بطولة جيمي لين سبيرز (أخت بريتني سبيرز الصغرى). وهو البرنامج الوحيد لشنايدر (حتى 2017) يتم تصويره بتنسيق كاميرا واحدة، وهو أول برنامج يتم تقديمه بتنسيق letterbox. كما لعب شنايدر دور البطولة في الحلقة الأخيرة من مسلسل زوي 101، وهو يلعب دور سائق سيارة أجرة. تم إلغاء العرض في عام 2008، وبدأ شنايدر العمل في مشروع جديد للممثلة فيكتوريا جاستيس. بدأ العرض الأول لمسلسل فيكتوريوس في عام 2010 بعد جوائز اختيار الأطفال. ثم أنتج شنايدر مسلسلا مشتقا عن كل من آي كارلي وفيكتوريوس في عام 2013 وكان بعنوان «سام وكات». تم إلغاؤه بعد 36 حلقة.
بعد إلغاء مسلسل سام أند كات، شارك شنايدر في إنشاء مسلسل «هنري دانجر» مع دانا أولسن. عرضت الحلقة الأولى في عام 2014. في العام التالي، أنتج شنايدر مسلسل Game Shakers، والتي جمعه مجددا مع الممثل كيل ميتشل. كما عمل شنايدر كمنتج تنفيذي في المسلسل.
وصفه مقال في صحيفة نيويورك تايمز (7 سبتمبر 2007) إن شنايدر «أصبح نورمان لير في تلفزيون الأطفال».
| المسلسل                | العرض الأصلي             | الدور                                                                                      |
| ---------------------- | ------------------------ | ------------------------------------------------------------------------------------------ |
| كل هذا ‏                | 1994–2005 (نيكلوديون)    | مؤلف مشارك، منتج (الموسم 1)، كاتب (المواسم 1-4، 6-10)، منتج تنفيذي (6-10)، ضيف شرفي        |
| Kenan & Kel            | 1996–2000 (نيكلوديون)    | منتج تنفيذي (الموسم 1-2)، كاتب (المواسم 1-2)، مستشار (3-4)، ضيف شرفي                       |
| Guys Like Us           | 1998–1999 (يو بي إن)     | مؤلف، منتج تنفيذي                                                                          |
| برنامج أماندا          | 1999–2002 (نيكلوديون)    | مؤلف مشارك، منتج تنفيذي، كاتب، مخرج (مواسم 2-3)، ضيف شرفي                                  |
| What I Like About You ‏ | 2002–06 (The WB ‏)        | مؤلف مشارك (مع ويل كالهون)، منتج تنفيذي (مواسم 1-2)، مخرج، كاتب، مستشار تنفيذي (مواسم 3-4) |
| Drake & Josh           | 2004–07 (نيكلوديون)      | مؤلف، منتج تنفيذي، كاتب                                                                    |
| Zoey 101               | 2005–08 (نيكلوديون)      | مؤلف، منتج تنفيذي، كاتب                                                                    |
| آي كارلي               | 2007–12 (نيكلوديون)      | مؤلف، منتج تنفيذي، كاتب، ضيف شرفي                                                          |
| فيكتوريوس              | 2010–13 (نيكلوديون)      | مؤلف، منتج تنفيذي، كاتب، ممثل صوتي                                                         |
| سام وكات               | 2013–14 (نيكلوديون)      | مؤلف، منتج تنفيذي، كاتب                                                                    |
| هنري البطل             | 2014–present (نيكلوديون) | مؤلف مشارك، منتج تنفيذي، مخرج، كاتب، ضيف شرفي                                              |
| مبتكري الألعاب         | 2015–present (نيكلوديون) | مؤلف، منتج تنفيذي، كاتب                                                                    |
| مغامرات الفتى البطل    | 2018 (نيكلوديون)         | مؤلف، منتج تنفيذي                                                                          |

#### الأفلام
شارك شنايدر أيضا في عدد الأفلام. كتب فيلم Good Burger من بطولة كينان طومسون وكيل ميتشل (وظهر شنايدر نفسه في دور ثانوي). تم تأليف الفيلم من مقاطع الرسوم الكوميدية القصيرة التي أنتجها شنايدر في مسلسله All That.
كما كتب شنايدر وشارك في إنتاج فيلم كاذب كبير جدا من بطولة فرانكي مونيز وأماندا باينز وبول جياماتي ودونالد فيسون. حقق الفيلم ما يقرب من 52,000,000 دولار في شباك التذاكر.

## قائمة الأفلام
| السنة | العنوان           | الدور                       |
| ----- | ----------------- | --------------------------- |
| 1984  | Making the Grade ‏ | بليمب                       |
| 1985  | Better Off Dead ‏  | ريكي سميث                   |
| 1985  | Hot Resort        | تشاك                        |
| 1989  | Happy Together ‏   | ستان                        |
| 1989  | Listen to Me ‏     | ناثان غور                   |
| 1989  | The Big Picture ‏  | جوناثان تريستان-بينيت       |
| 1997  | Good Burger       | السيد بيلي                  |
| 2002  | كاذب كبير جدا     | كاتب القصة والسيناريو، منتج |

| السنة   | العنوان           | الدور               | ملاحظات |
| ------- | ----------------- | ------------------- | --- |
| 1986–91 | Head of the Class | دنيس بلوندن         | |
| 1993    | Home Free ‏        | والتر بيترز         | |
| 1994–99 | كل هذا ‏           | السيد بيلي          | |
| 2000–01 | برنامج أماندا     | السيد أولدمان       | عدة حلقات |
| 2008    | Zoey 101          | سائق التاكسي        | "Chasing Zoey" (الموسم 4: الحلقات 12-13)                                                                              |
| 2012    | آي كارلي          | ميكاليتو، صوت، راقص | "iMeet the First Lady" (الموسم 5: الحلقة 10)، "iToe Fat Cakes"،(الموسم 5: الحلقة 11)، "iGoodbye" (الموسم 7: الحلقة 9) |
| 2013–14 | سام وكات          | تاندي               | صوت، دور متكرر |

## جوائز وترشيحات
| السنة | الجائزة                                   | الفئة                                                                                     | الإنتاج المرشح | النتيجة |
| ----- | ----------------------------------------- | ----------------------------------------------------------------------------------------- | -------------- | ------- |
| 1995  | CableACE Award                            | مسلسلات الأطفال – 7 فما فوق                                                               | كل هذا ‏        | رُشِّح     |
| 2000  | جائزة مهرجان بربانك الدولي لأفلام الأطفال | أفضل فيلم كوميدي قصير                                                                     | برنامج أماندا  | فوز     |
| 2005  | جائزة الإيمي برايم تايم                   | برنامج أطفال مميز بالمشاركة مع جاك كوربلين وبيل أوداود                                    | Zoey 101       | رُشِّح     |
| 2009  | جائزة الإيمي برايم تايم                   | برنامج أطفال مميز بالمشاركة مع روبين وينر وبروس راند بيرمان وجو كاتانيا                   | آي كارلي       | رُشِّح     |
| 2010  | جائزة الأطفال للأكاديمية البريطانية ‏      | أفضل عرض دولي بالمشاركة مع جو كاتانيا                                                     | آي كارلي       | رُشِّح     |
| 2010  | جائزة الأطفال للأكاديمية البريطانية ‏      | أفضل عرض دولي بالمشاركة مع شون غيل وبروس راند بيرمان                                      | فيكتوريوس      | رُشِّح     |
| 2010  | جائزة الإيمي برايم تايم                   | برنامج أطفال مميز بالمشاركة مع روبين وينر وبروس راند بيرمان وجو كاتانيا                   | آي كارلي       | رُشِّح     |
| 2011  | جائزة الإيمي برايم تايم                   | برنامج أطفال مميز بالمشاركة مع جورج دوتي الرابع وروبين وينر وبروس راند بيرمان وجو كاتانيا | آي كارلي       | رُشِّح     |
| 2011  | جائزة الإيمي برايم تايم                   | برنامج أطفال مميز بالمشاركة مع روبين وينر وبروس راند بيرمان وجو كاتانيا                   | فيكتوريوس      | رُشِّح     |
| 2014  | جائزة اختيار أطفال نكلوديون ‏              | جائزة إنجازات العمر                                                                       |                | فوز     |

## وصلات خارجية
- دان شنايدر على موقع IMDb (الإنجليزية)
- دان شنايدر على موقع ميتاكريتيك (الإنجليزية)
- دان شنايدر على موقع روتن توميتوز (الإنجليزية)
- دان شنايدر على موقع قاعدة بيانات الأفلام العربية
- دان شنايدر على موقع ألو سيني (الفرنسية)
- دان شنايدر على موقع أول موفي (الإنجليزية)
- دان شنايدر على موقع قاعدة بيانات الأفلام السويدية (السويدية)
- دان شنايدر على موقع ديسكوغز (الإنجليزية)
- دان شنايدر على موقع قاعدة بيانات الفيلم (الإنجليزية)
- دان شنايدر على موقع كينوبويسك (الروسية)